# خاندان مفتی
خانواده مفتی از خانواده‌های مذهبی در اورامان بوده‌اند. زادگاه اولیه این خانواده روستای دشه اورامان است و محل رجوع و پرسش مردمان مذهبی بوده‌اند. شخصیت‌هایی از این خانواده آثار خود را به جامعه عرضه نموده‌اند. از آن جمله می‌توان به علامه مفتی دشی کردستانی اشاره کرد که پس از مباحثه علمی و دینی با علمای تهران موفق به دریافت لقب مذهبی مفتی شد.
از فرزندان او، مولانا «محمود مفتی» است که بر علوم دینی به خصوص فقه و اصول و فلسفه تسلط داشت. او پس از وفات پدرش مفتی، قاضی محکمه شهرهای کردستان شد. از فرزندان او علامه احمد مفتی زاده است که از سردمداران اصلاحگری دینی در کردستان و از رهبران جامعه اهل سنت ایران بود و دیدگاه‌ها و نظرات فقهی وی به نوعی سنت شکنی به‌شمار می‌آید.
ملا خالد مفتی از دیگر پسران علامه ملا عبدالله مفتی است که پس از فوت برادرش ملا» محمود مفتی «حاکم شرع کردستان شد. وی طبع شعر نیز داشته‌است و پسرش برهان مفتی استاد موسیقی است.
محمد صدیق مفتی زاده نیز در زمینه ادبیات کردی دارای آثاری است و در ادبیات و دستور زبان کردی متبحر بود. از کارهای ادبی او تصحیح و شرح دیوان ملاعبدالرحیم مولوی و نوشتن دستور زبان کردی است. از فرزندان ملا عبدالله، ملا محمد مشهور به (مهری) و ملقب به برهان الاسلام است که در دانشگاه‌های استانبول به تدریس ادبیات عرب پرداخت.
یکی دیگر از فرزندان این خانواده ملا محمد رشید خالدی مفتی زاده‌است. او به درخواست مردم بیروت در مسجد جامع الخضر سمت امامت و خطابه را عهده‌دار می‌شود، وی شخصی پرهیزگار و آشنایی زیادی با علم حروف و اعداد داشت و ادعا می‌شود از روی بصیرت و صفای باطن حوادث را از آیات قرآن استخراج می‌کرد.
شخصیت دیگری در حوزه دین و ادب از این خانواده عبدالله خالدی است. وی در سال ۱۳۱۵ بیروت چشم به جهان گشود. او فرزند ملا محمد رشید مفتی است و تحصیلات مقدماتی و دانشگاهی را در بیروت به پایان رسانید و دکترای ادبیات فارسی را در دانشگاه تهران با موفقیت دریافت کرد و در دانشگاه عربی بیروت به تدریس پرداخت. او داماد سید محمد شیخ الاسلام است و در روز چهارشنبه دو آذر ماه سال ۲۰۰۵ در بیروت درگذشت و جنازه او با حضور مردم عرب و کرد بیروت به خاک سپرده‌شد.
کتاب‌هایی را نگاشته و در نوشتن دانشنامه‌ها مانند کشاف اصطلاحات الفنون همکاری داشته‌است.